# Пинчоте
Пинчоте (исп. Pinchote) — город и муниципалитет в северо-восточной части Колумбии, на территории департамента Сантандер. Входит в состав провинции Гуанента.

## История
Муниципалитет Пинчоте был выделен в отдельную административную единицу 4 апреля 1782 года.

## Географическое положение

Муниципалитет Пинчоте

Город расположен на юго-востоке центральной части департамента, в горной местности Восточной Кордильеры, к югу от реки Фонсе, на расстоянии приблизительно 60 километров к югу от города Букараманги, административного центра департамента. Абсолютная высота — 1200 метров над уровнем моря.
Муниципалитет Пинчоте граничит на севере и северо-востоке с территорией муниципалитета Сан-Хиль, на северо-западе — с муниципалитетом Кабрера, на юго-западе — с муниципалитетом Сокорро, на юго-востоке — с муниципалитетом Парамо. Площадь муниципалитета составляет 53,81 км².

## Население
По данным Национального административного департамента статистики Колумбии, совокупная численность населения города и муниципалитета в 2015 году составляла 5201 человек.
Динамика численности населения муниципалитета по годам:
| 2005 | 2006 | 2007 | 2008 | 2009 | 2010 | 2011 | 2012 | 2013 | 2014 | 2015 |
| ---- | ---- | ---- | ---- | ---- | ---- | ---- | ---- | ---- | ---- | ---- |
| 4420 | 4472 | 4557 | 4636 | 4717 | 4791 | 4873 | 4956 | 5033 | 5114 | 5201 |

Согласно данным переписи 2005 года мужчины составляли 49,8 % от населения Пинчоте, женщины — соответственно 50,2 %. В расовом отношении белые и метисы составляли 99,8 % от населения города; негры, мулаты и райсальцы — 0,2 %.
Уровень грамотности среди всего населения составлял 89,3 %.

## Экономика
Основу экономики Пинчоте составляет сельское хозяйство.
48,3 % от общего числа городских и муниципальных предприятий составляют предприятия торговой сферы, 40,4 % — предприятия сферы обслуживания, 9,9 % — промышленные предприятия, 1,4 % — предприятия иных отраслей экономики.

## Транспорт
Через город проходит национальное шоссе № 45А (исп. Ruta Nacional 45А).